# Справа пеліканів
«Справа пеліканів» — кримінальний драматичний трилер, знятий на основі однойменного роману Джона Грішема. Головні ролі виконали Джулія Робертс і Дензел Вашингтон.

## Сюжет
Студентка юридичного факультету Дербі Шоу після вбивства двох членів Верховного суду висуває власну версію цієї події. Матеріали потрапляють у ФБР, після чого коханий дівчини гине від вибуху власного автомобіля. На Дербі починається полювання. Але студентка розповідає журналісту впливового видавництва Грею Грентему про свої підозри, який має намір опублікувати матеріали.

## У ролях
| Актор            | Роль           |
| ---------------- | -------------- |
| Джулія Робертс   | Дербі Шоу      |
| Дензел Вашингтон | Грей Грентем   |
| Сем Шепард       | Томас Каллаган |
| Джон Герд        | Гевін Вергік   |
| Тоні Голдвін     | Флетчер Коул   |
| Джеймс Сіккінг   | Дентон Войлс   |
| Роберт Калп      | Президент США  |
| Вільям Атертон   | Боб Гмінські   |
| Стенлі Туччі     | Сем            |
| Джон Літгоу      | Сміт Кін       |

## Створення фільму

### Виробництво
Зйомки фільму проходили в Новому Орлеані, Меріленді, Вашингтоні.

### Знімальна група
- Кінорежисер — Алан Пакула
- Сценарист — Алан Пакула
- Кінопродюсери — Пітер Жан Брюгге, Алан Пакула
- Композитор — Джеймс Горнер
- Кінооператор — Стівен Голдблатт
- Кіномонтаж —Том Рольф, Труді Шип
- Художник-постановник — Філіп Розенберг
- Артдиректор — Роберт Гуерра
- Художник-декоратор — Ліза Фішер, Рік Сімпсон
- Художник по костюмах — Альберт Вольськи
- Підбір акторів — Алікс Гордін[2].

## Сприйняття

### Критика
Фільм отримав змішані відгуки. На сайті Rotten Tomatoes оцінка стрічки становить 53 % на основі 49 відгуків від критиків (середня оцінка 5,5/10) і 61 % від глядачів із середньою оцінкою 3,2/5 (75 497 голосів). Фільму зарахований «гнилий помідор» від кінокритиків та «попкорн» від глядачів, Internet Movie Database — 6,6/10 (64 234 голосів), Metacritic — 50/100 (15 відгуків критиків) і 7,1/10 від глядачів (35 голосів).

### Номінації та нагороди
| Нагороди та номінації фільму «Досьє Пелікан» | Нагороди та номінації фільму «Досьє Пелікан»            | Нагороди та номінації фільму «Досьє Пелікан» | Нагороди та номінації фільму «Досьє Пелікан» | Нагороди та номінації фільму «Досьє Пелікан» | Нагороди та номінації фільму «Досьє Пелікан» |
| Рік                                          | Кінофестиваль/кінопремія                                | Категорія/нагорода                           | Номінант                                     | Результат                                    |                                              |
| -------------------------------------------- | ------------------------------------------------------- | -------------------------------------------- | -------------------------------------------- | -------------------------------------------- | -------------------------------------------- |
| 1994                                         | Американська спільнота композиторів, авторів і видавців | Найкасовіший фільм                           | Джеймс Горнер                                | Перемога                                     |                                              |
| 1994                                         | MTV Movie Awards                                        | Найкраща жіноча роль                         | Джулія Робертс                               | Номінація                                    |                                              |
| 1994                                         | MTV Movie Awards                                        | Найбажаніший чоловік                         | Дензел Вашингтон                             | Номінація                                    |                                              |